# Oscar Mac Carthy
Oscar Louis Alfred Mac Carthy fue un geógrafo y explorador francés, de ascendencia irlandesa, nacido en París en 1815 y muerto en Argel el 23 de diciembre de 1894.
Fue secretario general de la Sociedad Oriental de París y uno de los primeros exploradores de Argelia, llegando casi hasta Tombuctú. Desde 1869 hasta 1890, dirigió la Biblioteca Nacional de Argelia ubicada en Argel y fundada por Adrien Berbrugger en 1835.
También fue uno de los fundadores de la Sociedad de Geografía de París. 

En 1869 fue nombrado bibliotecario de la Biblioteca y Museo de Argel. 

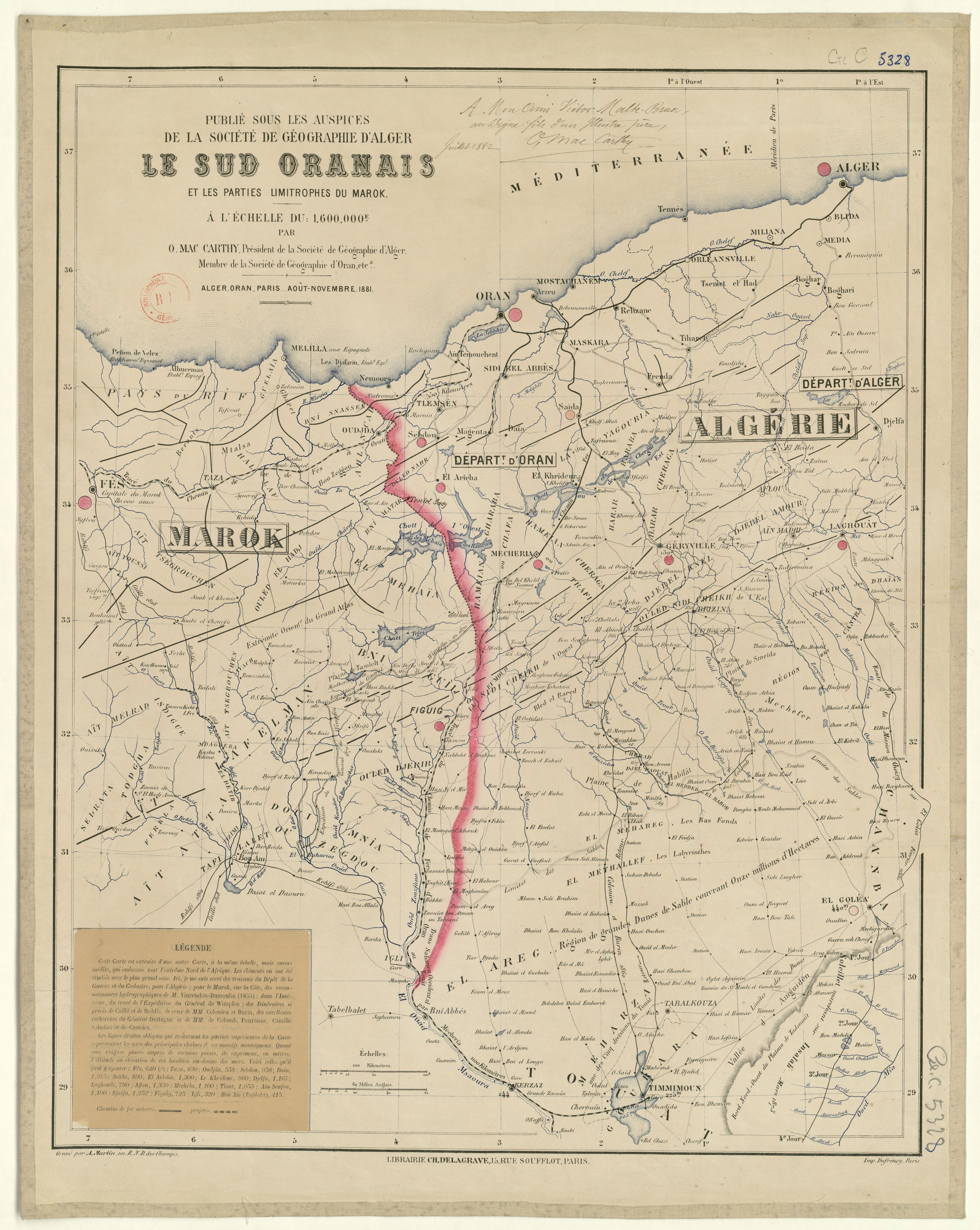
El sur de Orán y las zonas limítrofes de Marruecos

A principios de la década de 1880, Carlos de Foucauld recurrió a la autoridad de Mac Carthy como explorador y a su exigente disciplina para preparar el proyecto que lo conduciría a la exploración de Marruecos. Más tarde, esta exploración le valdría a Foucauld la medalla de oro de la Sociedad de Geografía de París y la adquisición de gran fama tras la publicación de su libro «Reconnaissance au Maroc».
Entre las obras de Oscar Mac Carthy se destaca Dictionnaire géographique, économique et politique de l'Algerie ancienne et moderne, Argel: Dubos Frères (1858).
Mac Carthy se retiró de la Biblioteca en 1891.  Murió en Argel en 1894. 

## Publicaciones
- Algeria Romana (Paris, 1858)
- Geographique physique (Paris, 1859)